# Gim Argello
Jorge Afonso Argello, conhecido como Gim Argello, (São Vicente, 05 de abril de 1962) é um político, empresário e corretor de imóveis brasileiro. Foi deputado e senador pelo Distrito Federal.
Foi preso preventivamente em 2016, na operação Vitória de Pirro na 28ª fase da Operação Lava Jato. Em 6 de maio de 2016, foi denunciado pelo Ministério Público Federal (MPF) por crimes como lavagem de dinheiro, corrupção, organização criminosa e obstrução à investigação.
Em abril de 2016, optou por um acordo de delação premiada com o MPF com objetivo de reduzir ou até se livrar de uma pena em eventual condenação pelos crimes dos quais é acusado pela força-tarefa da Lava Jato. Em julho de 2016, teve sua delação homologada pela Justiça Federal do Paraná.
No dia 13 de outubro de 2016, o juiz Sergio Moro, titular da Operação Lava Jato na primeira instância, condenou o ex-senador Gim Argello a 19 anos de prisão pelos crimes de corrupção passiva e lavagem de dinheiro.

## Vida pessoal
Nascido em São Vicente, no estado de São Paulo, e criado em Taguatinga, no Distrito Federal, Gim Argello é bacharel em Direito e trabalha com a corretagem de imóveis.

## Carreira política
Eleito, pelo PFL, deputado distrital em 1998 e reeleito em 2002, foi presidente da Câmara Legislativa do Distrito Federal entre 2001 e 2002. Filiado ao PTB em 2005, nas eleições de 2006 é eleito primeiro-suplente na chapa de senador de Joaquim Roriz. Com renúncia de Roriz em 4 de julho de 2007, Gim Argello assumiu o terceiro posto de senador do Distrito Federal a 17 de julho do mesmo ano.

## Suspeitas de corrupção
O ex-senador responde a um inquérito no Supremo Tribunal Federal por apropriação indébita, peculato, corrupção passiva e lavagem de dinheiro. Gim Argello enriqueceu rapidamente  desde que entrou na política do Distrito Federal, tendo seu patrimônio calculado em um bilhão de reais em 2009.

### Prisão
Foi preso preventivamente em 2016, na operação Vitória de Pirro, 28ª fase da Operação Lava Jato.

### Denúncia
Em 6 de maio de 2016, Gim Argello, o empresário Ronan Maria Pinto, o ex-tesoureiro do Partido dos Trabalhadores Delúbio Soares, os empresários Marcelo Bahia Odebrecht e Léo Pinheiro, da OAS, foram denunciados por suposto envolvimento em crimes investigados pela Operação Lava Jato. O coordenador da força-tarefa da Lava Jato, procurador Deltan Dallagnol, afirmou que juntas as denúncias trazem R$ 30 milhões em corrupção, R$ 5 milhões em concussão e mais R$ 13,7 milhões e € 200 mil em lavagem de dinheiro. Em dezembro de 2016 Gim Argello foi citado na delação de Cláudio Melo Filho, ex-diretor da empreiteira Odebrecht (atual Novonor). Segundo Melo Filho, o codinome de Gim Argello seria "Campari", possivelmente uma referência a seu primeiro nome, que também é o nome de uma bebida.

## Histórico na política
- 1998 – eleito deputado distrital por Brasília pelo PFL
- 1999 – eleito vice–presidente da Câmara Legislativa do Distrito Federal
- 2001 a 2002 – presidente da Câmara Legislativa do DF
- 2002 – reeleito para seu segundo mandato como deputado distrital (PMDB)
- 2003 a 2004 – novamente vice-presidente da Câmara Legislativa
- 2005 – filiou-se ao PTB e se tornou presidente regional do partido. Assumiu também a Secretaria de Estado de Trabalho
- 2007 – diplomado como senador suplente do senador Joaquim Roriz em 17 de julho de 2007